# Schnaittenbach
Schnaittenbach település Németországban, azon belül Bajorországban. Lakosainak száma 4277 fő (2023. december 31.). Schnaittenbach Hirschau községgel határos.

## Népesség
A település népessége az elmúlt években az alábbi módon változott:
| Lakosok száma | 731  | 2798 | 3554 | 4266 | 4270 | 4228 | 4184 | 4188 | 4175 | 4277 |
|               | 1875 | 1950 | 1975 | 1987 | 2012 | 2014 | 2016 | 2017 | 2021 | 2023 |